# 카밀라 소디

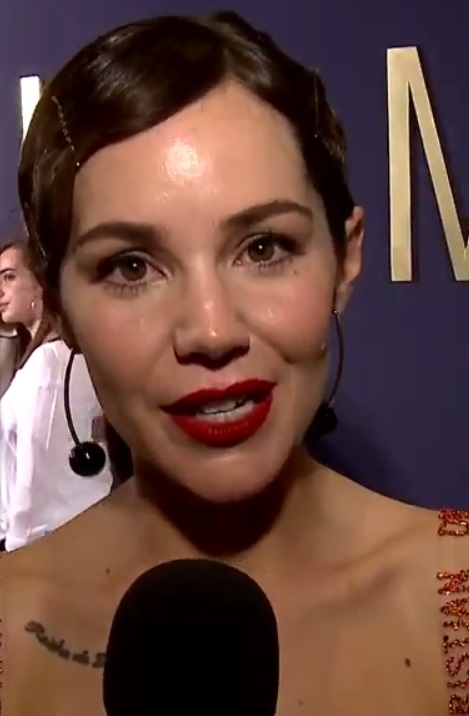

카밀라 소디(Camila Sodi, 1986년 5월 14일 ~ )는 멕시코의 텔레비전 배우, 영화배우, 모델, 가수이다.
멕시코시티에서 태어났다.

## 영화
- 로드 투 마스 (2017년)-주연
- 하우 투 브레이크 업 위드 유어 두쉬백 (2017년)-주연
- 콤파드레 (2016년)-조연
- 더 플레저 이즈 마인 (2015년)-주연
- 니나스 말 (2007년) - 피아 역